# Prijezir
Prijezir je socijalni osjećaj koji netko doživljava prema drugoj osobi, odnosno krajnje omalovažavanje koje se osjeća ili pokazuje. Prijezir je emocija međuljudskog odbacivanja, posebno članova skupina kojima ne pripadamo, najčešće na temelju predrasude.
Ishodište prijezira nalazi se u vrijednosnom sustavu određene kulture, obitelji ili pojedinaca i ne bi bio moguć bez vrijednosnih standarada. Suvremena društva jesu heterogena i sastoje se od raznih skupina sa suprotstavljenim vrijednosnim sistemima. Prijezir je jedno od osnovnih sredstava socijalizacije, jer u sebi sadrži prijetnju da će pojedinac koji ne usvoji minimum vrijednosti koji pripadaju željenoj skupini biti odbačen, isključen ili neće biti ni primljen u tu skupinu.
Prijezir je uvijek usmjeren prema nekoj osobi ili skupini ljudi, a nikada prema predmetima ili životinjama. Onaj koji prezire stavlja sebe svojim prijezirom na kulturno ispravnu stranu vrijednosti na temelju koje prezire. 
Iako je prijezir uvijek usmjeren na biće druge osobe, on može biti usmjeren samo na neke elemente drugoga bića (na njegove karakterne osobine), ali i na cjelokupno biće, tada je riječ o potpunom prijeziru.
Bezuvjetni prezir pojavljuje se kada je neka osoba prezrena bez obzira na svoja djela ili nedjela, jer onaj ili oni koji ga preziru vjeruju da je ta osoba a priori bezvrijedna zbog svojeg podrijetla, rase, spola ili drugih osobina.

## Ponižavanje
Ponižavanje je ponašanje kada je cilj ponašanja natjerati drugu osobu na prihvaćanje manje vrijednosti i priznanje te niže vrijednosti. Osoba ili skupina koja ponižava postaje verbalno ili fizički nasilna i sve je prihvatljivo kako bi poniženi pristao biti ponižen.
Verbalnim ponižavanjem ponižavanu se osobu opisuje ili etiketira kao nedovoljno vrijedno ljudsko biće, a ključni pojam u verbalnom ponižavanju je uvreda. Uvredama se osobu nastoji dehumanizirati kroz humanoidne, reifikatorne ili animalne klase.
U humanoidnu skupinu spadaju riječi koje označuju da je riječ o ljudskom biću, ali s bitnim tjelesnim nedostatcima, poput patuljak, cvikeraš, ćelavko, mutan itd;
u intelektualnu skupinu spadaju riječi poput kreten, glupan, moron, tupan itd. ili moralne nedostatke poput lopov, kurva, peder, pijandura itd. Prezrena osoba može se označavati i predmetom poput dreka, otpada, smeća i sličnoga.
u animalnu skupinu spadaju riječi kojima se prezrena osoba označava kao domaća tj. bezopasna životinja poput koze, ovce, krave, vola, majmuna, crva, svinje i slično.
Pod vebalno ponižavanje spadaju ruganje, ismijavanje, ironija, sarkazam.
Svaka kultura ima prepoznatljive oblike neverbalnog ponižavanja, a izraz gađenja spada u univerzalni neverbalni oblik komunikacije i izražavanje prijezira.
Fizičko ponižavanje počinje od najslabijeg oblika poput pljuvanja, preko šamara do torture kada skupina ili pojedinac imaju potpunu fizičku moć i kontrolu nad objektom prijezira i u kojoj dominiraju drastični oblici fizičkog zlostavljanja često s elementima seksualnog iživljavanja.